# Gastridium
Gastridium es un género de plantas herbáceas de la familia de las poáceas. Es originario de Canarias, Europa occidental, del Mediterráneo.

## Descripción
Son plantas anuales. Hojas con vaina de márgenes libres; lígula obtusa, dentada, nervada, membranosa; limbo plano. Inflorescencia en panícula generalmente densa. Espiguillas con 1 flor hermafrodita, articulada con la raquilla. Glumas más largas que la flor, desiguales, agudas o acuminadas, a veces falciformes, uninervadas, ventrudas, más o menos escábridas en el ápice. Raquilla ligeramente prolongada por encima de la flor, hirsuta. Lema con 5 nervios y 4 dientes o setas apicales, mútica o aristada, membranosa. Callo redondeado. Arista dorsal más o menos geniculada. Pálea tan larga como la lema, con 2 nervios, bidentada. Lodículas enteras. Ovario elipsoideo, glabro. Cariopsis surcada. Hilo puntiforme.

## Taxonomía
El género fue descrito por Ambroise Marie François Joseph Palisot de Beauvois y publicado en  Essai d'une Nouvelle Agrostographie 21, 164. 1812. La especie tipo es: Gastridium australe P. Beauv. 
Etimología
El nombre del género es un diminutivo del griego gaster = (panza), refiriéndose a las glumas basales hinchadas.
Citología
Número de la base del cromosoma, x = 7. 2n = 28. 2 ploid. Cromosomas "grandes".

## Especies aceptadas
A continuación se brinda un listado de las especies del género Gastridium aceptadas hasta julio de 2011, ordenadas alfabéticamente. Para cada una se indica el nombre binomial seguido del autor, abreviado según las convenciones y usos.
- Gastridium phleoides
- Gastridium ventricosum (Gouan) Schinz et Thell.[4][5]